# フランシスク・デュレ
フランシスク・デュレ（Francisque Joseph Duret、1804年10月19日 - 1865年5月26日）はフランスの彫刻家である。 

## 略歴
パリで彫刻家のフランソワ＝ジョゼフ・デュレ(François-Joseph Duret:1729-1816)の息子に生まれた。父親やフランソワ＝ジョゼフ・ボジオ(François-Joseph Bosio:1768-1845)から彫刻を学んだ。美術史家のシャルル・ブランによれば、デュレは彫刻家になる前に、しばらく舞台俳優を目指したとされ、その時学んだパントマイムなどの技術が彫刻作品のポーズの意味を持たせることに役立ったとしている。
1823年にオーギュスト・デュモン(Auguste Dumont:1801-1884)と彫刻部門のローマ賞を受賞し、翌年、在ローマ・フランス・アカデミーに留学した。ローマには1828年まで滞在した。
1831年に新古典主義のイタリアの彫刻家、アントニオ・カノーヴァの作品に影響を受けた作品、"Mercure inventant la lyre"で展覧会で金賞を受賞し、1833年の作品、"Jeune pêcheur dansant la tarentelle"(タランテラを踊るナポリの少年）は代表作となった。
1852年から1863年までパリのエコール・デ・ボザールの教授を務め、多くの彫刻家を育てた。デュレに学んだ学生にはジャン＝バティスト・カルポーやジュール・ダルーらがいた.
。

## 作品

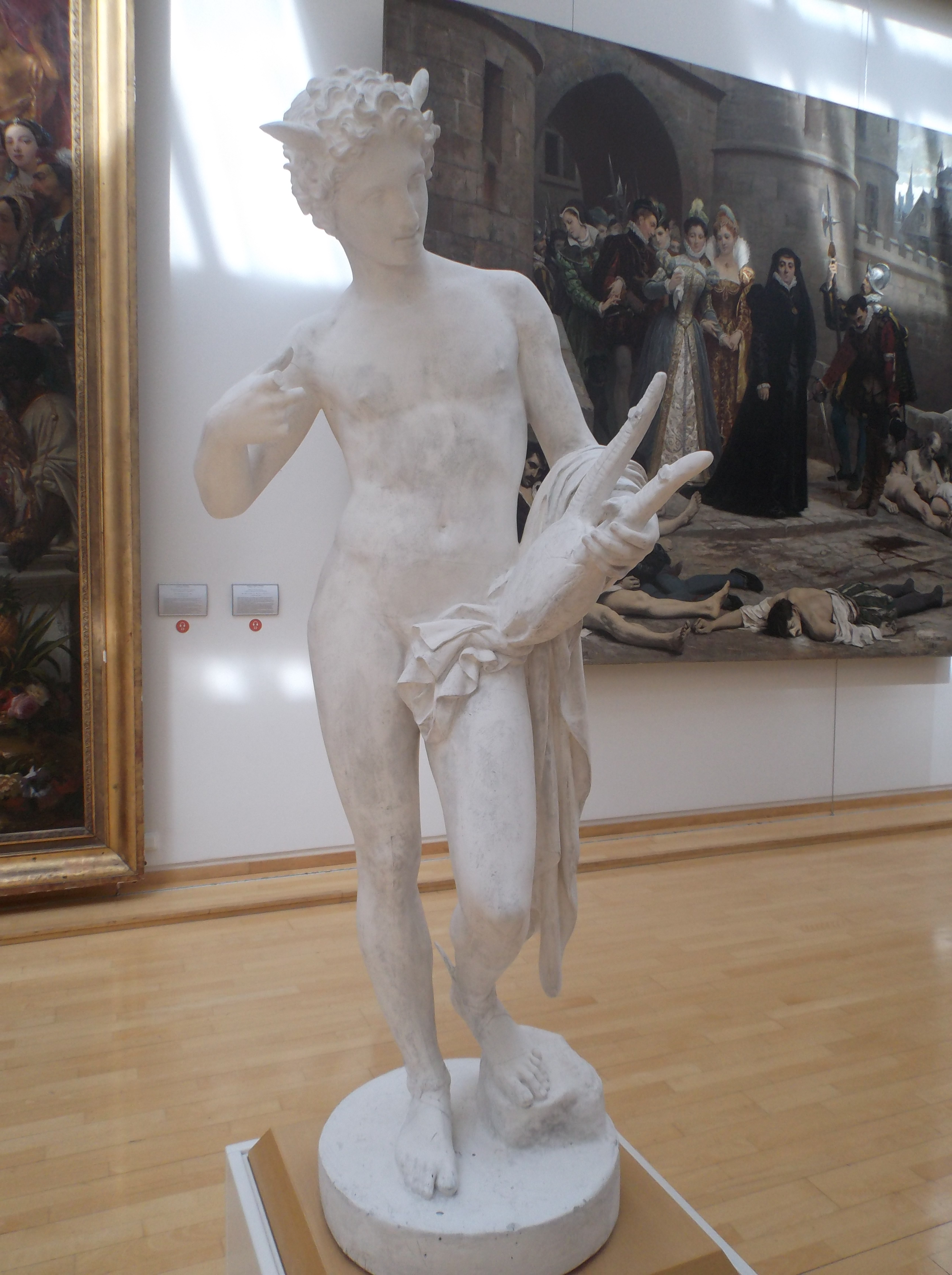
"Mercure inventant la lyre"(竪琴を作るヘルメース) (1831)
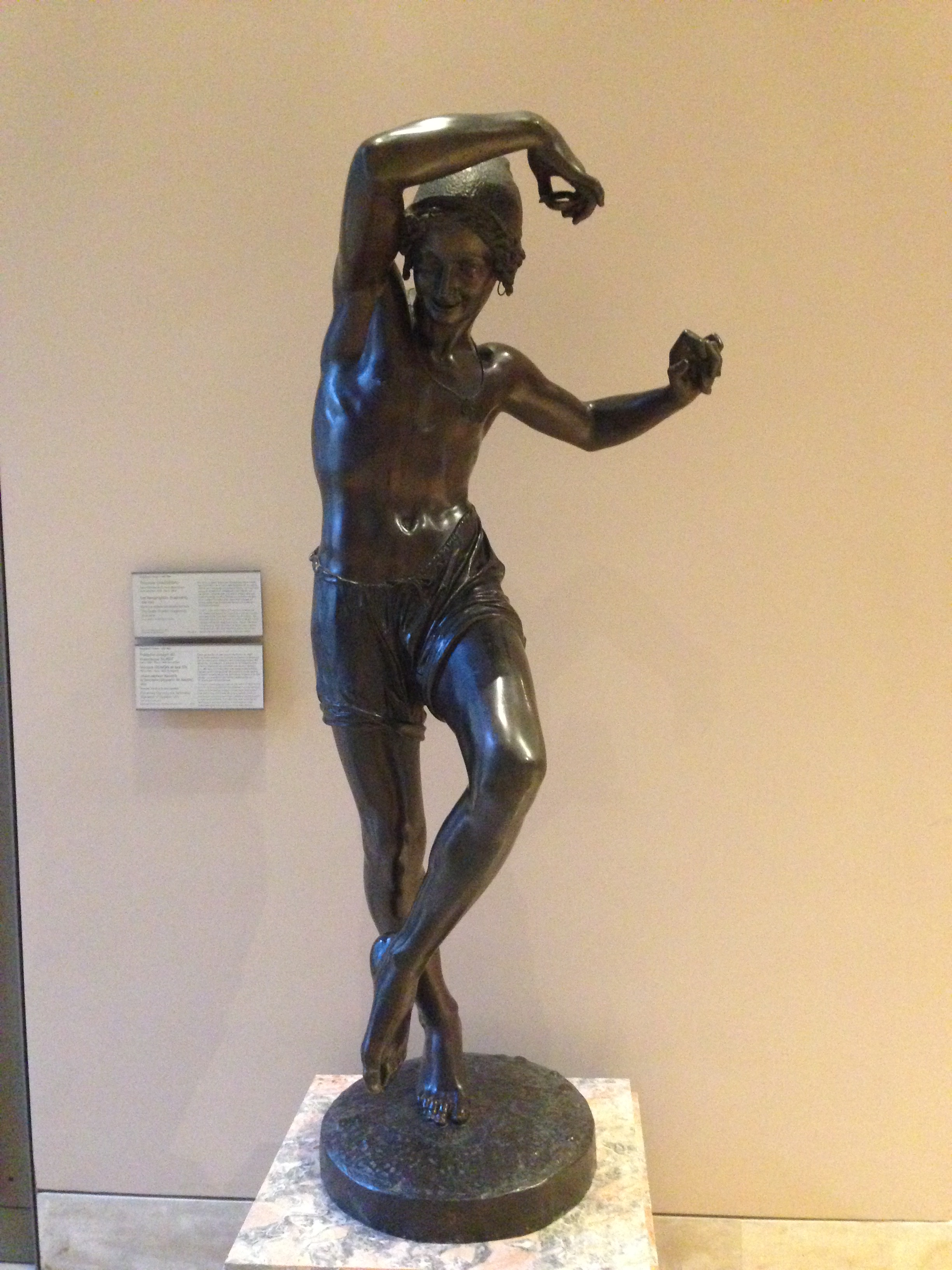
"Jeune pêcheur dansant la tarentelle"(タランテラを踊るナポリの少年）
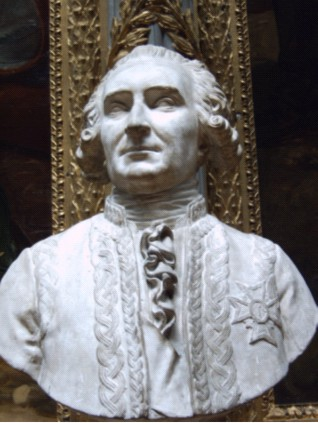
サン＝ベラン侯爵
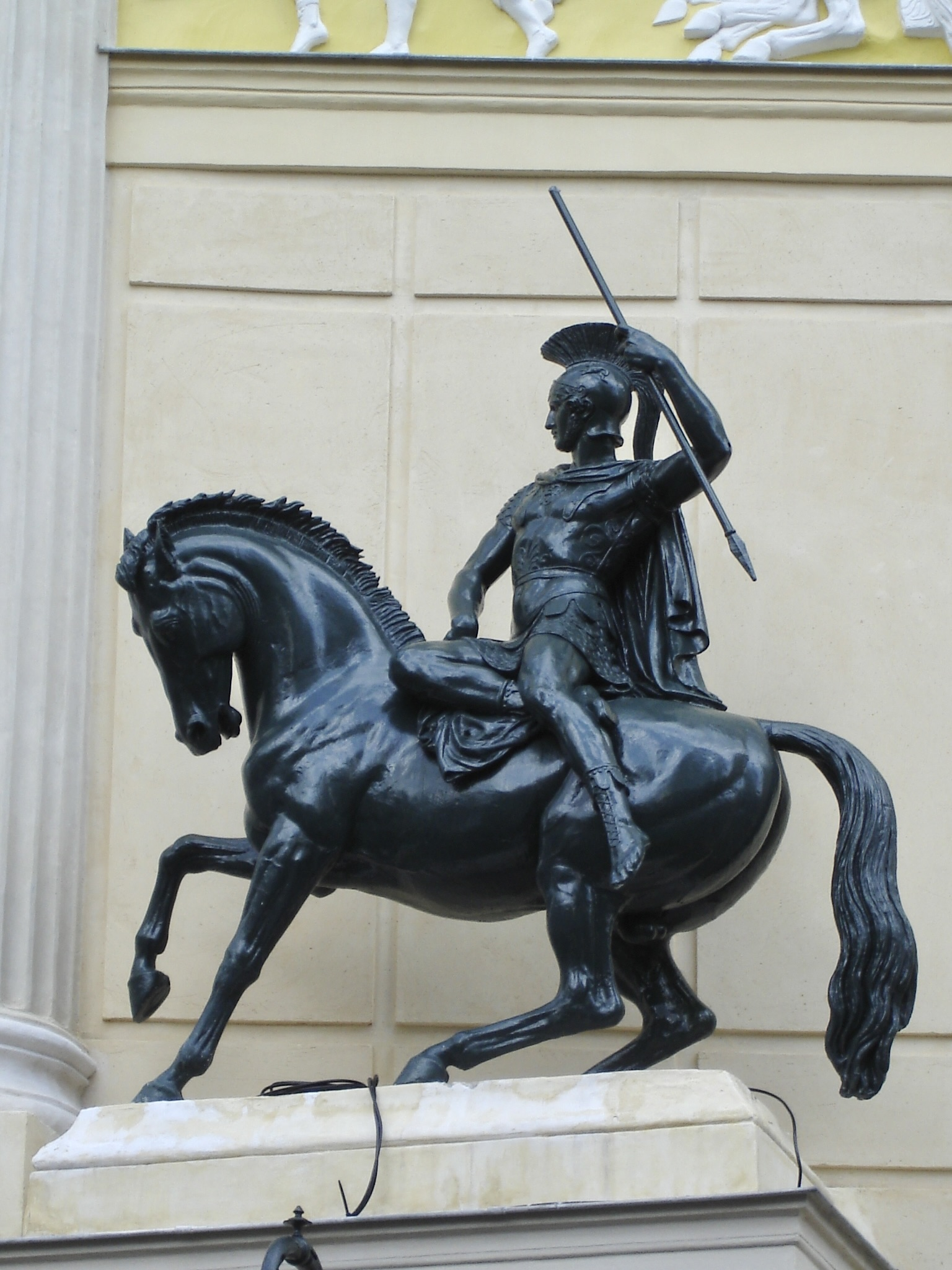